# K.u. Gendarmerie

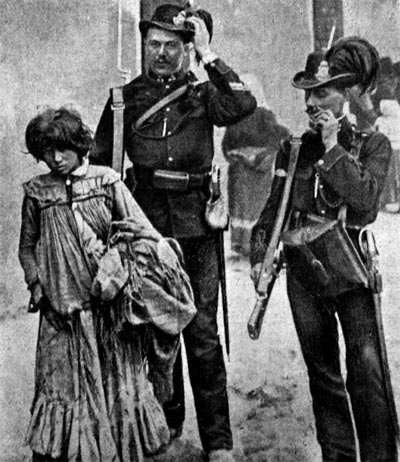
Ungarische Gendarmen, 1907

Die k.u. Gendarmerie (königlich-ungarische Gendarmerie, ungarisch Magyar Királyi Csendőrség) war die in Transleithanien, also dem ungarischen Reichsteil Österreich-Ungarns, 1881 gegründete einheitliche Landessicherheitswache.

## Geschichte
Im Zuge des Österreichisch-Ungarischen Ausgleichs 1867 verlor die im Jahre 1849 gegründete k.k. Gendarmerie die Zuständigkeit für die ungarische Reichshälfte. Lediglich im Königreich Kroatien-Slawonien und in Siebenbürgen blieb die Gendarmerie aktiv, in den übrigen Landesteilen wurden die Gendarmerie-Regimenter aufgelöst. So waren in der Folge die lokalen Behörden für die Sicherheit zuständig.
1881 kam es in Transleithanien mit Beschluss des ungarischen Parlaments zur Installierung der königlich-ungarischen Gendarmerie als einer einheitlichen Landessicherheitswache. Zuvor hatten sich die zuständigen lokalen Behörden teilweise als Ordnungsmacht überfordert gezeigt. Die 1871 wiederaufgestellten Grenzregimenter, die "Seressaner-Corps", die ihren Dienst an der ehemaligen Militärgrenze verrichtet hatten, gingen in der neuen k.u. Gendarmerie auf.
Die Bezeichnung „königlich-ungarische“ Gendarmerie blieb auch nach 1918 bestehen, da Ungarn offiziell bis zum 21. Dezember 1944 als Königreich Ungarn firmierte. Die k.u. Gendarmerie war am Ende des Zweiten Weltkriegs an der Deportation der ungarischen Juden beteiligt. Sie wurde 1945 aufgelöst.

## Organisation
In ihrer äußeren Organisation wich die k.u. Gendarmerie von der k.k. Gendarmerie erheblich ab, indem sie die Institution der diensttuenden Flügel (statt der neuen k.k.-Abteilungskommanden) bis zum Untergang der k.u.k.-Doppelmonarchie 1918 beibehielt. Bis dahin umfasste sie sieben Gendarmerie-Distrikts-Kommanden, mit je einem Oberst, Oberstleutnant und Major als Stab. An der Spitze der nachgeordneten diensttuenden Flügel (Schwadronen) standen Rittmeister, die Züge wurden von Leutnants, teils auch Fähnrichen befehligt.
Offiziere und Mannschaften der k.u. Gendarmerie unterstanden in allen Personalangelegenheiten dem k.u. Honvédministerium und in militärischer Hinsicht ihren militärischen Vorgesetzten. In Bezug auf die Ausübung der polizeilichen Aufgaben unterstand sie dem k.u. Ministerium des Innern.